# Llista de monuments de Nou Barris
Llista de monuments de Nou Barris (Barcelona) inclosos en l'Inventari del Patrimoni Arquitectònic Català i en el catàleg de Patrimoni Arquitectònic de Barcelona.

## Monuments d'Interès Local
Monuments declarats com Béns Culturals d'Interès Local (BCIL), inclosos en el Catàleg de Patrimoni Arquitectònic de Barcelona amb el nivell de protecció B.
| Monument                                                               | Protecció | Estil/època                        | Localització                                                                                            | Coordenades                                          | Codi?     | Imatge |
| ---------------------------------------------------------------------- | --------- | ---------------------------------- | --- | ---------------------------------------------------- | --------- | --- |
| Ca n'Artés                                                             | BCIL 2000 | Obra popular, gòtic tardà Segle XV | Barcelona C. Pere d'Artés, 8 - Passatge de Grau, 4                                                      | 41° 25′ 50″ N, 2° 10′ 21″ E / 41.430581°N,2.172623°E | IPA-30280 | Ca n'Artés (Barcelona) · Vegeu més fotos d'aquest monument · Carregueu una nova foto d'aquest monument                                                         |
| Torre Llobeta                                                          | BCIL 2000 | Gòtic tardà Final segle XV         | Barcelona Pg. Maragall, 222 b - c. Santa Fe, 2-2 b - c. Subirats, 1-3                                   | 41° 25′ 37″ N, 2° 10′ 26″ E / 41.426842°N,2.174026°E | IPA-30281 | Torre Llobeta (Barcelona) · Vegeu més fotos d'aquest monument · Carregueu una nova foto d'aquest monument                                                      |
| Can Basté                                                              | BCIL 2000 | Neoclassicisme Segle XVIII         | Barcelona Ptge. Fabra i Puig, 274-276 - c. Pere d'Artés, 5                                              | 41° 25′ 50″ N, 2° 10′ 23″ E / 41.430513°N,2.173066°E | IPA-30282 | Can Basté (Barcelona) · Vegeu més fotos d'aquest monument · Carregueu una nova foto d'aquest monument                                                          |
| Can Verdaguer                                                          | BCIL 2000 | Obra popular Segle XVI             | Barcelona C. Piferrer, 43-100 - c. Casas i Amigó, 2-16 - c. Pintor Alzamora, 13                         | 41° 26′ 03″ N, 2° 10′ 45″ E / 41.434127°N,2.179192°E | IPA-30287 | Can Verdaguer (Barcelona) · Vegeu més fotos d'aquest monument · Carregueu una nova foto d'aquest monument                                                      |
| Torre del Baró                                                         | BCIL 2000 | Historicisme 1904, aprox.          | Barcelona Ctra. Alta Roquetes                                                                           | 41° 27′ 05″ N, 2° 10′ 35″ E / 41.451373°N,2.176268°E | IPA-30288 | Torre del Baró (Barcelona) · Vegeu més fotos d'aquest monument · Carregueu una nova foto d'aquest monument                                                     |
| Església de Santa Eulàlia de Vilapicina, Santuari de Santa Eulàlia     | BCIL 2000 | Neoclassicisme Segle XVIII         | Barcelona C. Pere d'Artés, 2                                                                            | 41° 25′ 51″ N, 2° 10′ 22″ E / 41.430696°N,2.172894°E | IPA-40641 | Església de Santa Eulàlia de Vilapicina (Barcelona) · Vegeu més fotos d'aquest monument · Carregueu una nova foto d'aquest monument                            |
| Aqüeducte Dosrius                                                      | BCIL 2000 | 1869                               | Barcelona c. Feliu i Codina (final, sobre Torrent de Can Carreres) - pg. Fabra i Puig, 423              | 41° 26′ 13″ N, 2° 09′ 50″ E / 41.436876°N,2.163872°E | IPA-42466 | Aqüeducte Dosrius (Barcelona) · Vegeu més fotos d'aquest monument · Carregueu una nova foto d'aquest monument                                                  |
| Aqüeducte del Vallès sobre el torrent de Font Moguera                  | BCIL 2000 | 1825-26                            | Barcelona Av. Rasos de Peguera, 51-55, sobre el torrent Font Moguera, complex esportiu Ciutat Meridiana | 41° 27′ 32″ N, 2° 10′ 26″ E / 41.458919°N,2.173844°E | IPA-42467 | Aqüeducte del Vallès sobre el torrent de Font Moguera (Barcelona) · Vegeu més fotos d'aquest monument · Carregueu una nova foto d'aquest monument              |
| Aqüeducte del Vallès sobre el torrent Font d'en Magués                 | BCIL 2000 | 1825-26                            | Barcelona C. Torrent Font d'en Magués, 15 - av. Escolapi Càncer, 85                                     | 41° 27′ 22″ N, 2° 10′ 41″ E / 41.456195°N,2.178082°E | IPA-42468 | Aqüeducte del Vallès sobre el torrent Font d'en Magués (Barcelona) · Vegeu més fotos d'aquest monument · Carregueu una nova foto d'aquest monument             |
| Aqüeducte del Vallès sobre el torrent del Bosc, Aqüeducte de Can Cuiàs | BCIL 2000 | 1825-26                            | Barcelona Av. Rasos de Peguera, 222-230 - c. Agudes, torrent del Bosc (Montcada i Reixac)               | 41° 27′ 39″ N, 2° 10′ 18″ E / 41.460881°N,2.171537°E | IPA-53196 | Aqüeducte del Vallès sobre el torrent del Bosc (Barcelona i Montcada i Reixac) · Vegeu més fotos d'aquest monument · Carregueu una nova foto d'aquest monument |
| Conjunt de Santa Eulàlia de Vilapicina                                 | BCIL 2000 | XV                                 | Barcelona C. Pere d'Artés, 3-8 i 5 - ptge. de Grau, 4                                                   | 41° 25′ 52″ N, 2° 10′ 23″ E / 41.431°N,2.173°E       | IPA-53288 | Conjunt de Santa Eulàlia de Vilapicina (Barcelona) · Carregueu una nova foto d'aquest monument                                                                 |

## Monuments integrants del patrimoni
Altres monuments inclosos a l'Inventari del Patrimoni Arquitectònic Català.
| Monument                                                                                            | Protecció | Estil/època                                   | Localització                                                | Coordenades                                        | Codi?     | Imatge |
| --------------------------------------------------------------------------------------------------- | --------- | --------------------------------------------- | ----------------------------------------------------------- | -------------------------------------------------- | --------- | --- |
| Can Masdeu                                                                                          |           | Obra popular XVI                              | Barcelona Camí de Sant Llàtzer, 12-52                       | 41° 26′ 44″ N, 2° 09′ 27″ E / 41.44568°N,2.15759°E | IPA-30263 | Can Masdeu (Barcelona) · Vegeu més fotos d'aquest monument · Carregueu una nova foto d'aquest monument                                     |
| Can Carreras o Can Carreres                                                                         |           | Obra popular                                  | Barcelona Parc Central de Nou Barris                        | 41° 26′ 12″ N, 2° 09′ 57″ E / 41.43661°N,2.16583°E | IPA-30283 | Can Carreras (Barcelona) · Vegeu més fotos d'aquest monument · Carregueu una nova foto d'aquest monument                                   |
| Can Valent                                                                                          |           | Obra popular XVII                             | Barcelona C. Pintor Alzamora, 12 - av. Rio de Janeiro 49-51 | 41° 26′ 07″ N, 2° 10′ 47″ E / 41.43531°N,2.17962°E | IPA-30284 | Can Valent (Barcelona) · Vegeu més fotos d'aquest monument · Carregueu una nova foto d'aquest monument                                     |
| Antic Hospital Mental Pi i Molist, Institut Mental de la Santa Creu, Seu i Biblioteca de Nou Barris |           | Historicisme Josep Oriol i Bernadet 1857-1890 | Barcelona Plaça Major de Nou Barris                         | 41° 26′ 13″ N, 2° 10′ 15″ E / 41.4369°N,2.17074°E  | IPA-40635 | Antic Hospital Mental Pi i Molist (Barcelona) · Vegeu més fotos d'aquest monument · Carregueu una nova foto d'aquest monument              |
| Font de Santa Eulàlia a la serra de Collserola                                                      |           |                                               | Barcelona                                                   | 41° 26′ 51″ N, 2° 09′ 42″ E / 41.44763°N,2.16157°E | IPA-53113 | Font de Santa Eulàlia a la serra de Collserola (Barcelona) · Vegeu més fotos d'aquest monument · Carregueu una nova foto d'aquest monument |
| Pont de la Vaca                                                                                     |           |                                               | Barcelona C. de la Torre Vella, sobre el Rec Comtal         | 41° 27′ 42″ N, 2° 11′ 03″ E / 41.46180°N,2.18419°E | IPA-53114 | Pont de la Vaca (Barcelona) · Vegeu més fotos d'aquest monument · Carregueu una nova foto d'aquest monument                                |
| Granja Montserrat, Granja del Ritz                                                                  |           |                                               | Barcelona C. Torrent de Tapioles, 11                        | 41° 27′ 51″ N, 2° 10′ 55″ E / 41.46413°N,2.18196°E | IPA-53466 | Granja Montserrat (Barcelona) · Vegeu més fotos d'aquest monument · Carregueu una nova foto d'aquest monument                              |